# Бромли-Дэвенпорт, Уильям (1862)
Бригадный генерал сэр Уи́льям Бро́мли-Дэ́венпорт (англ. William Bromley-Davenport; 21 января 1862 — 6 февраля 1949) — английский офицер, футболист и политик. Участник Второй англо-бурской и Первой мировой войны. Член Парламента с 1886 по 1906 год, финансовый секретарь военного министерства в правительстве Артура Бальфура с 1903 по 1905 год. В качестве футболиста выступал за  клубы «Олд Итонианс» и «Оксфорд Юниверсити», а также за национальную сборную Англии.

## Семья и образование
Родился в Белгрейвии (Лондон) 21 января 1862 года в семье Уильяма Бромли-Дэвенпорта и Аугусты Элизабет Кэмпбелл. Через два года его отец стал членом Палаты общин от Консервативной партии и находился в этой должности до самой своей смерти в 1884 году.
Окончил Итонский колледж и Баллиол-колледж Оксфордского университета.

## Футбольная карьера
Выступал за футбольные клубы «Оксфорд Юниверсити» и «Олд Итонианс». В качестве гостя играл за футбольный клуб «Коринтиан».
15 марта 1884 года дебютировал в составе футбольной сборной Англии в матче Домашнего чемпионата Великобритании против сборной Шотландии на стадионе «Кэткин Парк» в Глазго, в которой шотландцы победили со счётом 1:0. Два дня спустя провёл свой второй (и последний) матч за сборную Англии: это была игра против сборной Уэльса на стадионе «Рейскорс Граунд» в Рексем, в которой англичане выиграли со счётом 4:0.

## Политическая и военная карьера
В июле 1886 года был избран в качестве члена Парламента от Маклсфилда. 30 декабря 1891 года был назначен капитаном Стаффордширского йоменского полка, в феврале 1900 года получил звание майора. Будучи членом Парламента, участвовал во Второй англо-бурской войне, командуя 4-м батальоном Имперского йоменского кавалерийского полка территориальных войск, за что был награждён орденом «За выдающиеся заслуги» (DSO) в ноябре 1900 года. В конце 1901 года был назначен заместителем лорда-лейтенанта в графстве Чешир. С 1903 по 1905 год в правительстве Артура Бальфура в качестве финансового секретаря военного министерства (Financial Secretary to the War Office), с 1904 по 1905 год также был гражданским членом Совета Британской армии. После поражения на выборах 1906 года потерял свой пост.
Во время Первой мировой войны Бромли-Дэвенпорт в ранге бригадного генерала командовал 22-й конной бригадой Египетской экспедиционной армии с 1916 по 1917 год. С 1920 по 1949 год занимал почётную должность лорда-лейтенанта Чешира. В 1918 году получил Орден Святых Михаила и Георгия (CMG), в 1919 году — звание коммандора Ордена Британской империи (CBE), в 1924 году — звание рыцаря-командора Ордена Бани (KCB).

## Личная жизнь
Жил в семейном поместье Кейпсторн Холл в Чешире. В брак никогда не вступал. Умер в феврале 1949 года в возрасте 87 лет.